# Romaldas Gadeikis
Romaldas Gadeikis (*  28. Februar 1957 in Notėnai, Litauische Sozialistische Sowjetrepublik) ist ein litauischer Politiker, Bürgermeister von Joniškis.

## Leben
Von 1964 bis 1972 lernte er in  Notėnai bei Skuodas und von 1972 bis 1975 in Klaipėda. Nach dem Abitur 1975 absolvierte er 1980 das Diplomstudium des Bauingenieurwesens am Vilniaus inžinerinis statybos institutas in Vilnius.
Von 1980 bis 1982 leistete er den Pflichtdienst in der Sowjetarmee. Von 1982 bis 1983 arbeitete er in Joniškis als Mechaniker, von 1983 bis 1990 als Obermechaniker, 1990 bei Lietuvos komunistų partija der Rajongemeinde Joniškis.
Von 1990 bis 1995 war er und seit 2007 ist er Bürgermeister von Joniškis.
Ab 1990 war er Mitglied der LDDP, ab 2001 der LSDP.